# Leopoldo Nobili
Leopoldo Nobili (5. července 1784 Toskánsko – 22. srpna 1835 Florencie) byl italský fyzik, vynálezce řady nástrojů významných ke zkoumání termodynamiky a elektrochemie.

## Životopis
Narodil se v toskánské osadě Trassilico. Po studiích na vojenské akademii v Modeně se stal dělostřeleckým důstojníkem. Za svou službu v Napoleonově invazi do Ruska mu byl udělen Řád čestné legie. V roce 1825 vyvinul astatický galvanometr.
S Macedoniem Mellonim pracoval na termomultivátoru, kombinaci termopilu a galvanometru. Poté, co byl jmenován profesorem fyziky v Reale Museo di Fisica e Storia Naturale (Královské muzeum fyziky a přírodní historie) ve Florencii, pracoval s Vincenzem Antinorinim na elektromagnetické indukci.
Také mu byl připočítán objev Nobiliova prstenu. "Když se zředěný roztok octanu měďnatého umístí na jasnou stříbrnou desku a pruh zinku se dotkne stříbra pod mědí, elektrolýzou kolem zinku se vytvoří řada prstenů mědi."

## Galerie

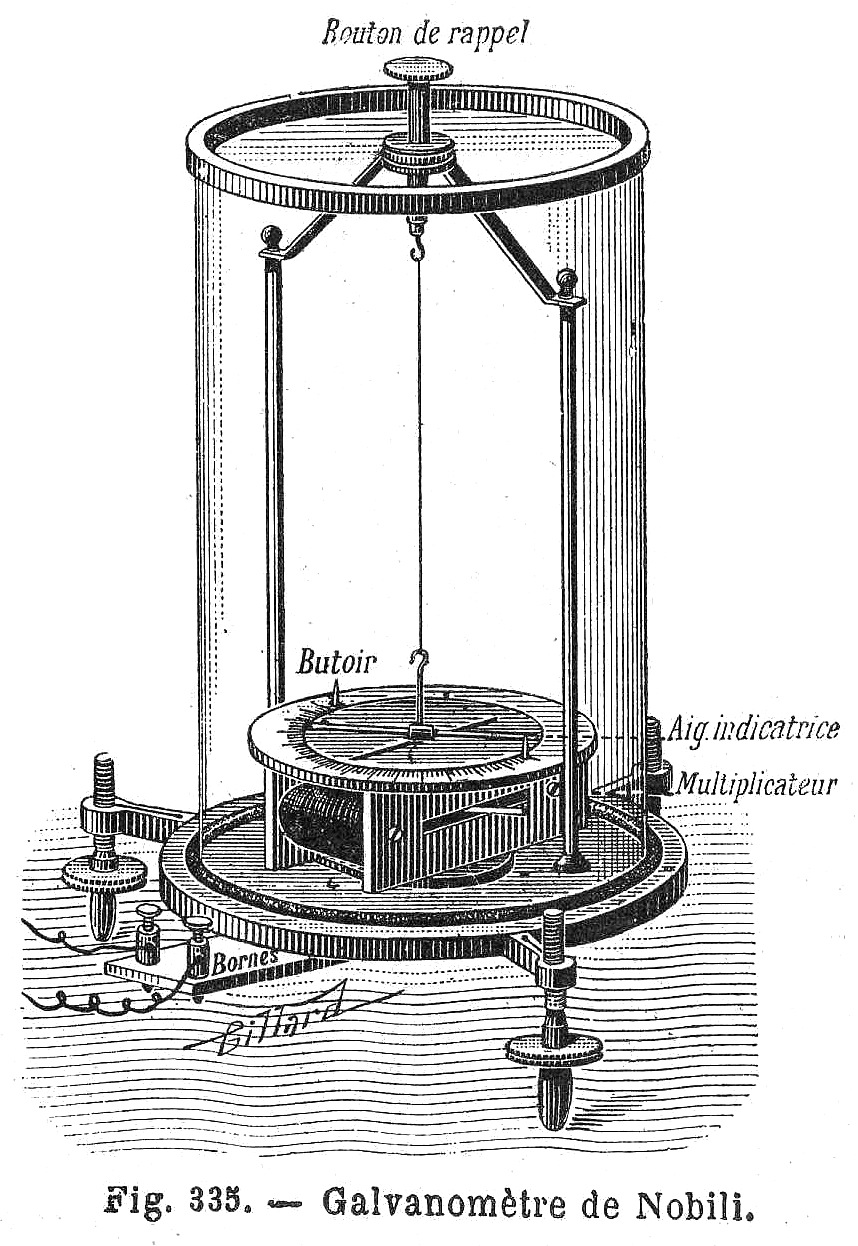
Schéma Nobiliova galvanometru
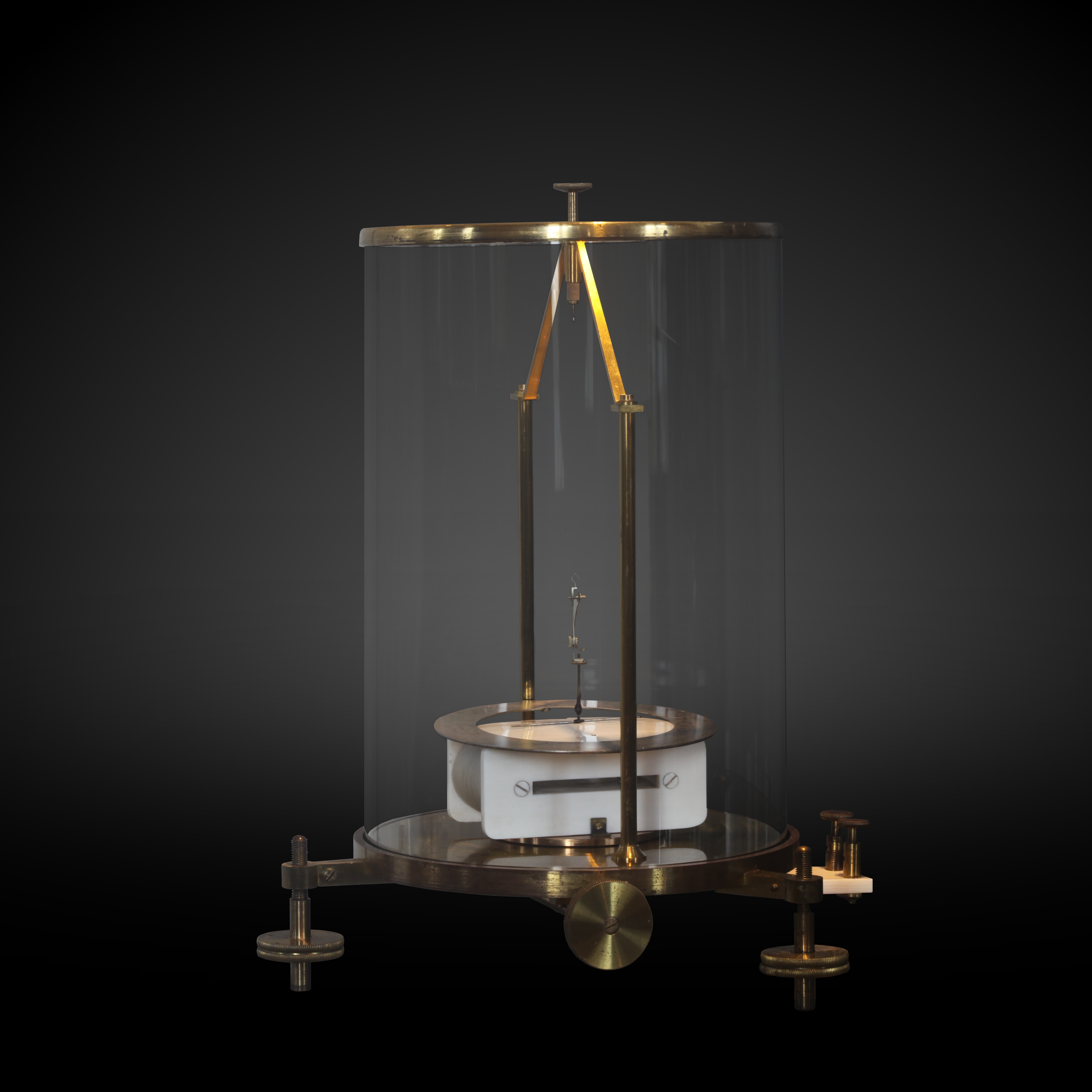
Galvanometr na výstavě v muzeu v Ženevě (Musée d'histoire des sciences de la Ville de Genève)